# أشرف شتيوي
أشرف شتيوي
كاتب صحفى
رئيس تحرير جريده " الأحرار"
عضو نقابه الصحفيين
عضو اتحاد كتاب مصر
عضو نقابه المهن السينمائيه (شعبه سيناريو)
عضو جمعيه نقاد وكتاب السيناريو
عضو جمعيه نقاد السينما المصرية، الاتحاد الدولى للصحافه السينمائيه
```
له العديد من المؤلفات السياسيه والادبيه منها (الماسونيه العالميه والامن القومى العربى / 11 سبتمبر هوليود، العرب، إسرائيل/ سقوط ال cia ......) والأعمال الدرامية منها (فيلم مجنون اميره) إخراج ايناس الدغيدى وأجزاء المسلسل التاريخى الدينى (قضاه عظماء) شهر رمضان 2015، ؛2017.... كتب مسلسلات دراميه للاطفال يزيد عن 13 مسلسل إنتاج شركه صوت القاهرة للصوتيات والمرئيات حصد بها جوائز.....كتب في عدد من 
الصحف
 المعارضة والمستقلة مثل 
الشعب
 الناطقة باسم 
حزب العمل
 
وجريدة العربي
 الناصري، ورئيس تحرير تنفيذى لجريده الديار، ورىيء تحرير جريده الاحرار ومجموعة أخرى من الصحف والمجلات والإصدارات
```

## أعماله
- كتب مسلسل حكايات الجد قبارى.
- كما كتب شادى ورحلة الفضاء.
- وكتب أجزاء شادى ورحله الفضاء.
- وكتب عن الوحدة الوطنية مسلسل يحمل اسم (ارضنا كلنا)عام 2003 .
- وكذا التحدى.
- وكتب وألف توتة وتوتة.
- كما كتب رؤيته في مسلسل عن صلاح الدين الأيوبي وعباقرة العرب
- وكتب العديد من المسلسلات الدرامية للاطفال وصلت إلى 13 مسلسل إنتاج شركة صوت القاهرة للصوتيات والمرئيات.
- وتطرق للكتابة السينمائية في تجربتين الأولى مجنون أميره  والمأخوذة عن رواية له أخرجتها للسينما المخرجة إيناس الدغيدى، ومسلسل (قضاه عظماء) جزء الأول، والثانى شهر رمضان 2016,2017 إنتاج شركه صوت القاهرة بالصوتيات والمرئيات

## مؤلفاته الروائية والدراسات البحثيه
- فصدر له وطن باتساع الافق.
- روايه (وسكنت اوتار القلب)
- دراسة نقديه بعنوان 11 سبتمبر هوليود العرب إسرائيل.
- دراسة نقديه بعنوان السينما بين الصناعة والثقافة.
- رموز الدين ينتهكون.
- روايه أعداء السلام.
- دراسه بعنوان (سقوط الcia) عن الهيئة المصرية العامة للكتاب.[1]
- دراسة لماذا اسلم هؤلاء.
- السينما رؤيه إسلامية والمجتمع الصهيوني والامن القومي العربي عن (مركز الحضارة العربية للطبع والنشر)
- الماسونية العالميه والأمن القومى العربى (مركز الحضارة العربيه)
- أفريقيا..هل ترفرف نجمه داود فوق أفريقيا 2018 (مركز الحضارة الغربية
- روايه (ديانا الطريق إلى الكعبة) التي تحولت إلى عمل سينمائي بعنوان (مجنون أميره)إخراج إيناس الدغيدي.[2]
- أول كاتب وباحث يقدم دراما تاريخية عن حياة (الملك النمرود) لتكون لباحثين حول العالم مرجع تاريخى تحت التنفيذ مسلسل لقناه Mbc وكتاب مرجع للامه والعالم فريد من نوعه.
- قام بتأسيس (مركز الأحرار الصحافة والإعلام والدراسات) عام 2017 التابع بجريده الأحرار ليخرج منه دفعات من الشباب إعلاميين وصحافيين